# Néstor Almanza
Néstor Almanza Baro (ur. 29 marca 1971 w Hawanie) – kubański zapaśnik w stylu klasycznym. Czwarty na Igrzyskach w Barcelonie 1992 w wadze do 74 kg.
Dwukrotny uczestnik mistrzostw świata, złoty medalista w 1993 roku. Zwycięzca mistrzostw panamerykańskich w 1992 roku. Triumfator igrzysk Ameryki Środkowej i Karaibów w 1993 roku. Pierwszy w Pucharze Świata w 1992; trzeci w 1990.
Jego syn Néstor Almanza, jest również zapaśnikiem. Reprezentuje Chile.